# Ulrich Graf

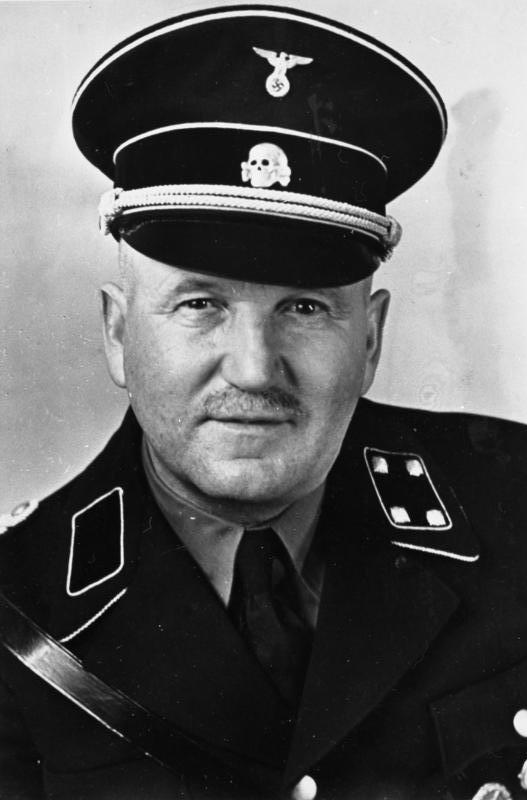
Ulrich Graf con el primer uniforme de las SS.

Ulrich Graf (6 de julio de 1878 - 3 de marzo de 1950) fue un militar y un oficial de las Schutzstaffel, uno de los primeros miembros del círculo cercano de Adolf Hitler y un aprendiz de carnicero, también fue un luchador aficionado. Se convirtió en el guardaespaldas personal de Hitler en los años de 1920 a 1923.

## Biografía
Ulrich Graf se unió al Ejército Alemán en 1896, pero fue expulsado en 1904 por degradación de material en servicio. 
Fue uno de los miembros fundadores de las Sturmabteilung (SA). Estuvo presente en la cervecería Bürgerbräukeller en la sala del golpe, más conocido como el Putsch de Múnich con Rudolf Hess y allanó el camino a la plataforma de Hitler. Durante la marcha a través de la bodega de la cervecería de Múnich, Adolf Hitler y Erich Ludendorff junto a sus seguidores fueron bloqueados por un centenar de policías armados fuera de la Feldhernhalle. Graf dio un paso adelante y gritó "¡No disparen! junto con Ludendorff." Hubo disparos de armas de fuego, sin embargo, catorce nazis y tres policías fueron asesinados, más dos simpatizantes que fueron asesinados en el anterior Ministerio de Guerra. 
Ulrich Graf protegió a Adolf Hitler con su propio cuerpo y recibió varias heridas de bala, posiblemente de no haberlo hecho, Hitler no habría sobrevivido. En 1936 fue elegido para el Reichstag. En 1937 pasó a ser un Oberführer de Heinrich Himmler en las SS. 

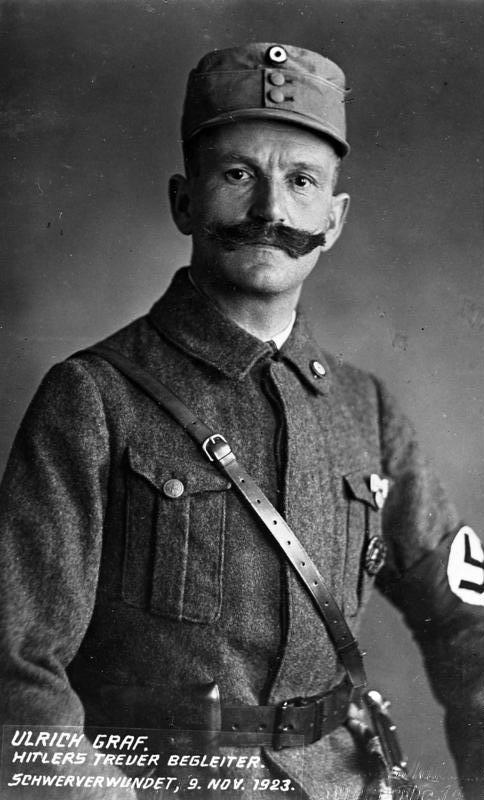
Ulrich Graf con el uniforme de las SA.

En el cumpleaños de Hitler el 20 de abril de 1943, Graf se convirtió en un SS Brigadeführer, menos de tres meses más tarde el día de su cumpleaños, el 3 de julio de 1943, Himmler dio a Graf un libro que llamó "Bartold Vogt: El largo tren hacia el Este", Agradeciendo a Graf por haber salvado la vida de Hitler. Sobrevivió a la Segunda Guerra Mundial, sin embargo, en 1948, después de la guerra, fue condenado a cinco años en un campo de trabajo. Graf murió el 3 de marzo de 1950.
- Datos: Q84398
- Multimedia: Ulrich Graf (NSDAP) / Q84398